# Stortjärnen (Stora Kils socken, Värmland, 660830-136201)
Stortjärnen är en sjö i Kils kommun i Värmland och ingår i Göta älvs huvudavrinningsområde. Sjön har en area på 0,0819 kvadratkilometer och ligger 134,9 meter över havet.

## Delavrinningsområde
Stortjärnen ingår i det delavrinningsområde (660653-135880) som SMHI kallar för Utloppet av Nedre Fryken. Medelhöjden är 100 meter över havet och ytan är 41,43 kvadratkilometer. Räknas de 211 avrinningsområdena uppströms in blir den ackumulerade arean 3 971,07 kvadratkilometer. Norsälven (Ljusnan) som avvattnar avrinningsområdet har biflödesordning 2, vilket innebär att vattnet flödar genom totalt 2 vattendrag innan det når havet efter 283 kilometer. Avrinningsområdet består mestadels av skog (48 procent). Avrinningsområdet har 12,68 kvadratkilometer vattenytor vilket ger det en sjöprocent på 30,6 procent. Bebyggelsen i området täcker en yta av 1,69 kvadratkilometer eller 4 procent av avrinningsområdet.